# Côney

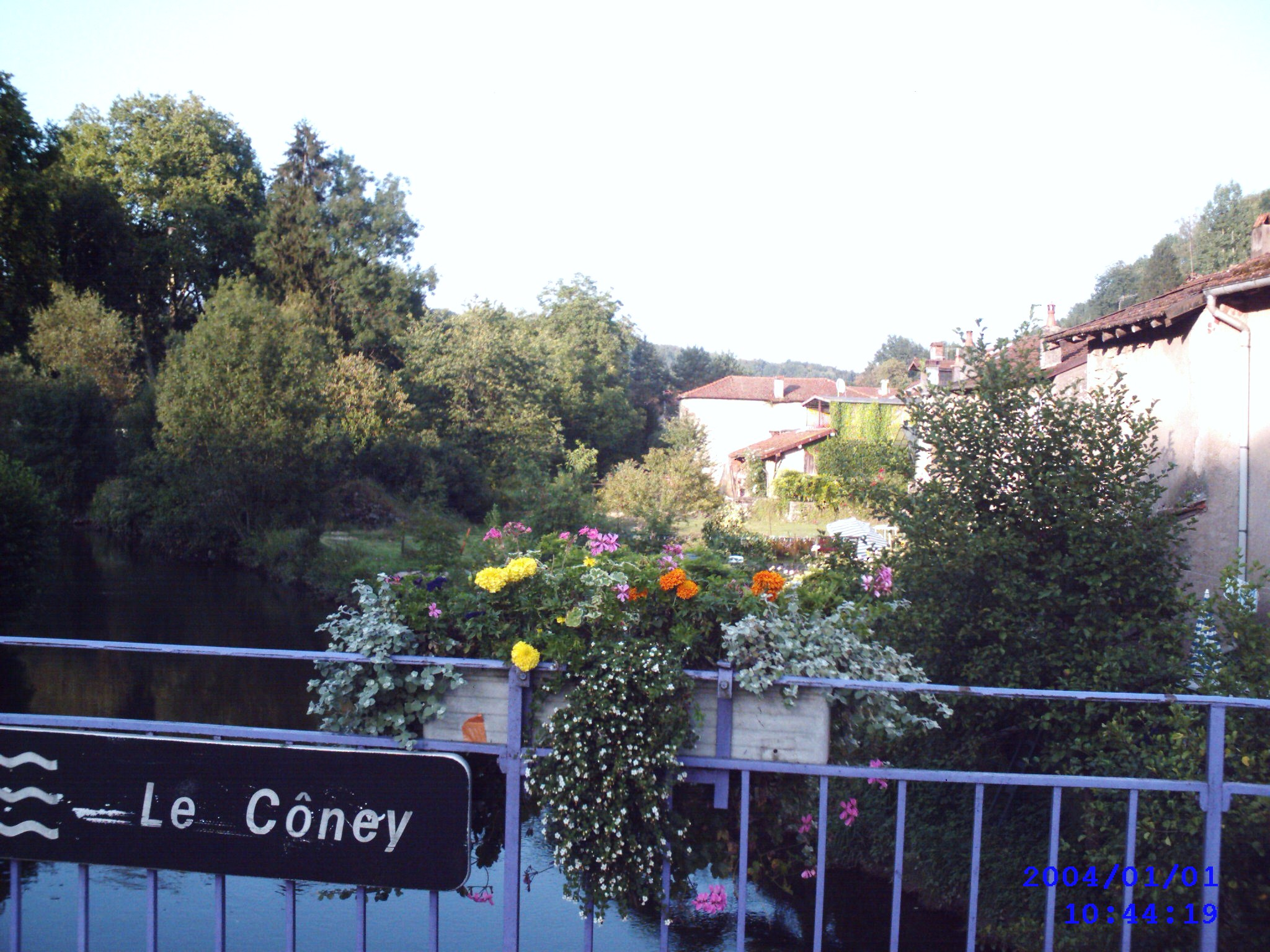
Brug over de Côney in Fontenoy-le-Château

De Côney is een 55,3 kilometer lange zijrivier van de Saône in de Franse departementen Vosges en Haute-Saône. Ze ontspringt in de gemeente Dounoux en stroomt voornamelijk in zuidwestelijke richting. In Corre voegt de Côney zich bij de Saône.